# 胡証
胡 証（こ しょう、758年 - 828年）は、唐代の官僚。字は啓中。本貫は蒲州河東県。

## 経歴
胡瑱の子として生まれた。貞元5年（789年）、進士に及第し、河中節度使の渾瑊に召し出されて従事となった。殿中侍御史から韶州刺史に任じられたが、老齢の母のために遠地への赴任を辞退して、太子舎人に転じた。山南東道節度使の于頔に招請されて掌書記をつとめ、検校祠部員外郎となった。
元和4年（809年）、胡証は侍御史から左司員外郎・長安県令・戸部郎中を歴任した。元和7年（812年）、魏博節度使の田弘正が朝廷に帰順し、副使を求めると、胡証は御史中丞を兼ね、魏博節度副使をつとめた。そのまま太子左庶子を兼ねた。入朝して左諫議大夫に転じた。
元和9年（814年）、党項羌が西北辺境を侵犯すると、胡証は単于大都護・兼御史大夫・振武軍節度使に任じられた。元和13年（818年）、長安に召還されて、左金吾衛大将軍・兼御史大夫となった。元和14年（819年）、京西京北巡辺使をつとめ、関中西北の地方を訪れて、その官民の利害を奏聞した。
長慶元年（821年）、太和公主が回紇に降嫁するにあたって、胡証は本官のまま、検校工部尚書となり、和親使をつとめた。漠南に到着すると、回紇は華服を戎服に改めるよう求めたが、胡証は漢の儀礼を守って、君命を辱めなかった。帰国すると、工部侍郎に任じられた。
長慶4年（824年）、敬宗が即位すると、胡証は検校戸部尚書となり、京兆尹を代行した。数カ月後、左散騎常侍に転じた。宝暦元年（825年）、戸部尚書・判度支に任じられたが固辞し、節度使の任官を求めた。宝暦2年（826年）、検校兵部尚書・広州刺史となり、嶺南節度使をつとめた。大和2年（828年）、病のため長安に帰りたいと上表した。この年の10月、嶺南で死去した。享年は71。尚書左僕射の位を追贈された。

## 子女
- 胡溵（甘露の変のときに仇士良に殺害された）[3][4]
- 胡湘（河東節度従事）[3]

## 伝記資料
- 『旧唐書』巻163 列伝第113
- 『新唐書』巻164 列伝第89